# Isophysis tasmanica
Isophysis tasmanica là một loài thực vật có hoa trong họ Diên vĩ. Loài này được (Hook.) T.Moore miêu tả khoa học đầu tiên năm 1853.